# Higravstinden
Higravtindan ou Higravstindan é a montanha mais alta da ilha de Austvågøya, situada no arquipélago de Lofoten, no condado de Nordland, na Noruega. Ela fica localizada na fronteira dos municípios de Hadsel e Vågan. A vila de Laupstad e a estrada europeia E10 ficam localizadas aproximadamente três quilômetros do oeste da montanha, enquanto a vila de Liland situa-se a cerca de três quilômetros a sudoeste da montanha. Há uma geleira na zona leste da montanha.